# Jang Su-won
Jang Su-won (hangul= 장수원, hanja= 張水院, RR= Jang Su-won; Suwon, Gyeonggi, 16 de junio de 1980) es un cantante surcoreano conocido por ser miembro de la banda SECHSKIES.

## Biografía
Es hijo de Han Yeong-im y Jang Hae-seon, tiene un hermano mayor.
Estudió en la Universidad de Kyoung Hee.
Es amigo de los cantantes Kangin y Oh Jong-hyuk, y del actor Kim Ji-seok.
En el 2015 comenzó con una joven que es 13 años más chica que él, la relación terminó en agosto del 2018.
En junio de 2021 se anunció que estaba comprometido con su novia, una estilista un año mayor que él y quien no es parte del entretenimiento.

## Carrera
En 1997 se unió a la agencia "Daesung Entertainment (DSP Media)" donde fue miembro hasta 2000. Desde el 2016 es miembro de la agencia "YG Entertainment" junto a los integrantes de SECHSKIES a excepción de Ko Ji-yong.
Desde abril del 1997 es uno de los miembros y vocalistas del grupo musical "SECHSKIES" junto a Kang Sung-hoon, Kim Jae-duck, Eun Ji-won, Lee Jai-jin y Ko Ji-yong. El grupo se separó en el 2000 y después de dieciséis años separados volvieron a unirse en el 2016.
En 2002 junto a Kim Jae-duck formaron el dúo "J-Walk", el cual se encuentra bajo la agencia "A&G Modes" desde el 2013. Originalmente el dúo fue parte de "Kiss Entertainment" del 2002 al 2006, y de "Vitamin Entertainment" del 2007 al 2012.
En abril del 2015 apareció por primera vez como invitado en el exitoso programa de televisión surcoreano Running Man (también conocida como "Leonning maen") donde formó parte del equipo "Cool Guys Team" junto a Kim Jong-kook, Song Ji-hyo, Ha-ha, Gary y Hong Jong-hyun. Posteriormente apareció nuevamente en el programa durante el episodio n.º 326 formando parte del equipo "Lady Woo-seul-hye Team" con Hwang Woo-seul-hye, Ha-ha, Ji Suk-jin, Kim Jong-kook y Kang Sung-hoon. Más tarde apareció nuevamente en el programa en diciembre del 2017 durante el episodio n.º 383 formando parte del equipo "Black Team" con Kim Jong-kook, Song Ji-hyo, Ha-ha y Jeon So-min.
El 27 de marzo de 2015 participó en el programa Law of the Jungle in Indochina donde participó junto a Kim Byung-man, Lee Sung-jae, Raymon Kim, Ryu Dam, Jang Su-won, Lim Ji-yeon, Seo In-guk, Son Ho-jun, Kim Jong-min y Park Hyung-sik, hasta el 22 de mayo del mismo año.

## Filmografía

### Programas de variedades

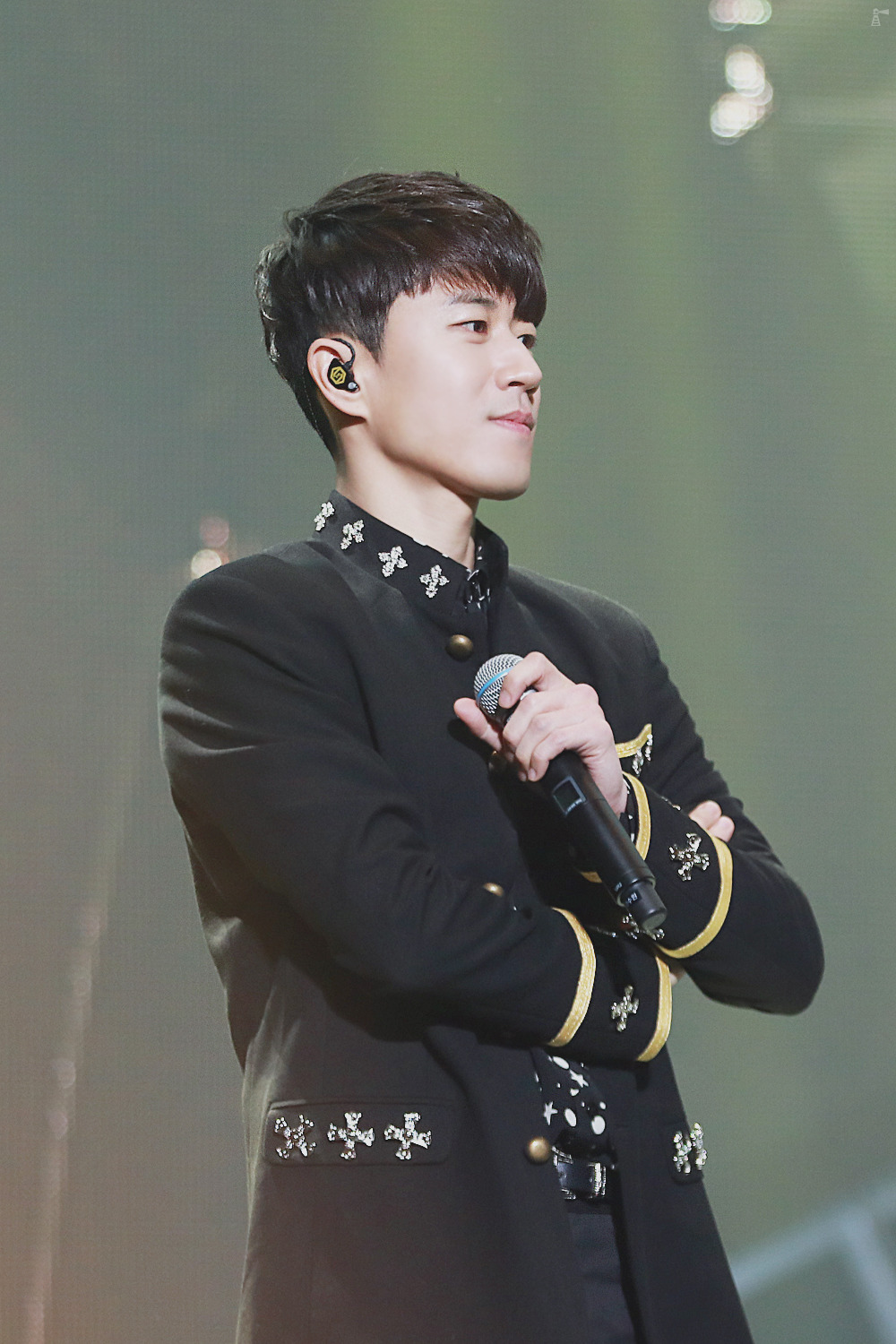
Jang Su-won durante el "Yellow Note Concert" en enero del 2017.

| Año              | Programa                                           | Notas                                             |
| ---------------- | -------------------------------------------------- | ------------------------------------------------- |
| 2015, 2016, 2017 | Running Man                                        | 3 episodios - (Ep. #243, 326, 383) - participante |
| 2017             | Knowing Bros                                       | Ep. #106 - invitado - junto a SECHSKIES           |
| 2017             | Plan Man: New Beginning                            | -                                                 |
| 2017             | Thinking About My Bias                             | Ep. # 4                                           |
| 2017             | My Little Television                               | 2 episodios (Ep. # 100-101)                       |
| 2017             | Life Bar                                           | 2 episodios (Ep. # 21-22) - junto a SECHSKIES     |
| 2017             | Let's Eat Dinner Together                          | Ep. # 32                                          |
| 2017             | The Last 48 Hours                                  | 4 episodios (Ep. # 5-8)                           |
| 2016             | Oksuri 5 Brothers                                  | -                                                 |
| 2016             | Event King                                         | -                                                 |
| 2016             | Beyond Imagination Show – Real? Fake!              | -                                                 |
| 2016             | Now On My Way to Meet You                          | -                                                 |
| 2016             | Reform Show                                        | -                                                 |
| 2016             | To You                                             | -                                                 |
| 2016             | Lets Go! Time Exploration Season 3                 | -                                                 |
| 2016             | Actor School                                       | -                                                 |
| 2016             | Doctor House                                       | Ep. # 1                                           |
| 2016             | Weekly Idol                                        | 2 episodios (Ep. # 280-281) - junto a SECHSKIES   |
| 2016             | Please Take Care of My Refrigerator                | 2 episodios (Ep. #82-83)                          |
| 2016             | What Shall We Eat Today                            | 2 episodios (Ep. # 160, 172)                      |
| 2016             | Get It Beauty S3                                   | Ep. # 5                                           |
| 2016             | You Hee-yeol's Sketchbook                          | Ep. # 323 - junto a SECHSKIES                     |
| 2016             | My Little Old Boy (Mom's Diary - My Ugly Duckling) | (Ep. 43) - invitado                               |
| 2016             | Entertainment Relay                                | invitado - junto a SECHSKIES                      |
| 2014, 2016       | Infinite Challenge                                 | 4 episodios - (Ep. # 403, 476-478)                |
| 2014, 2016       | Radio Star                                         | 3 episodios (Ep. # 377, 480, 503)                 |
| 2015             | Law of the Jungle in Tonga                         | 9 episodios - (Ep. # 154-162) - miembro           |
| 2015             | Hello Counselor                                    | Ep. # 210 - invitado                              |
| 2015             | I Can See Your Voice                               | Ep. #11-13 - miembro del panel de detectives      |
| 2015             | Invisible Man                                      | Ep. # 7                                           |
| 2015             | Witch Hunt                                         | 2 episodios - (Ep. #84, 112)                      |
| 2015             | Let's Go! Dream Team Season 2                      | Ep. # 270                                         |
| 2015             | Star Golden Bell                                   | Ep. "New Year's Special"                          |
| 2015             | 4Show                                              | Ep. # 4                                           |
| 2015             | Taxi                                               | Ep. # 365                                         |
| 2015             | Spot!Tasty Food                                    | -                                                 |
| 2014             | Happy Together                                     | Ep. # 377                                         |
| 2014             | I Need More Romance                                | Ep. # 23                                          |
| 2014             | Comedy Big League                                  | Ep. 92                                            |
| 2014             | Wardrobe Fairy                                     | -                                                 |

### Radio
| Año  | Programa                   | Notas             |
| ---- | -------------------------- | ----------------- |
| 2017 | Choi Hwa Jung's Power Time | junto a SECHSKIES |
| 2017 | Jung Yoo Mi's FM Date      | junto a SECHSKIES |
| 2017 | Kangta's Starry Night      | junto a SECHSKIES |

### Series de televisión
| Año  | Título                              | Personaje    | Notas                         |
| ---- | ----------------------------------- | ------------ | ----------------------------- |
| 2019 | Flower Crew: Joseon Marriage Agency | Jang In-sung | ep. #1 - (aparición especial) |

### Películas
| Año  | Título               | Personaje | Notas |
| ---- | -------------------- | --------- | ----- |
| 2015 | Sweet Temptation     | Suwon     | -     |
| 2005 | Baribari Zzang       | -         | -     |
| 1998 | Seventeen: The Movie | -         | -     |

### Anuncios
| Año  | Marca                                        | Notas              |
| ---- | -------------------------------------------- | ------------------ |
| 2016 | ECLADO - Cosmetic                            | -                  |
| 2016 | Body and Balance Hospital - Medicine Service | -                  |
| 2015 | Spopad - EMS Exercise Machines               | -                  |
| 2015 | Nongshim - Snack                             | junto a Kim Ye-won |
| 2014 | LG Chem - Chemicals                          | -                  |
| 2014 | Kunlun - Mobile Application                  | -                  |
| 2014 | LG U+ - Cellular Carrier                     | -                  |
| 1998 | Elite - Uniform                              | junto a SECHSKIES  |
| 1997 | Mr Hammer - Snack                            | junto a SECHSKIES  |